# Немцы в Сербии
Немцы Сербии (серб. Nemci u Srbiji/Немци у Србији, нем. Serbiendeutsche) ― этническое меньшинство Сербии, насчитывающее 4064 человека по данным последней переписи населения 2011 года. Немцы Сербии обычно называют себя швабами (нем. schwaben, серб. швабе), и в основном являются представителями групп либо дунайских, либо банатских швабов из Воеводины, где и проживает большинство немецкого населения страны. Немцы заселили Воеводину в конце XVII века во время правления австрийских Габсбургов. Немецкое население Воеводины в прошлом было более многочисленным и составляло около 350 000 человек до Второй мировой войны.
После отступления войск Рейха, в стране осталось более 250 000 этнических немцев. Правительство ФНРЮ провело волну репрессии против граждан немецкого происхождения: их лишили гражданских прав, а их имущество и дома были национализированы. В период с 1944 по 1946 годы для югославских граждан немецкого происхождения была создана система лагерей, обычно располагавшихся в населённых пунктах, где они жили. 
После отмены системы лагерей этнические немцы Югославии были восстановлены в гражданстве и своих правах, и большинство из них в последующие годы эмигрировало в Западную Германию или Австрию.

## Демография
Большинство немцев (3272 человека) проживает в автономном регионе Воеводина, значительное число (498 человек) также проживает в Белграде.
| Год     | Число   | % населения |
| ------- | ------- | ----------- |
| 1900 г. | 336 430 | 23,5%       |
| 1910 г. | 324 180 | 21,4%       |
| 1921 г. | 335 902 | 21,9%       |
| 1931 г. | 328 631 | 20,2%       |
| 1948 г. | 41 460  | 0,63%       |
| 1953 г. | 46 228  | 0,66%       |
| 1961 г. | 14 533  | 0,19%       |
| 1971 г. | 9086    | 0,11%       |
| 1981 г. | 5302    | 0,06%       |
| 1991 г. | 5172    | 0,07%       |
| 2002 г. | 3901    | 0,05%       |
| 2011    | 4064    | 0,06%       |

## История

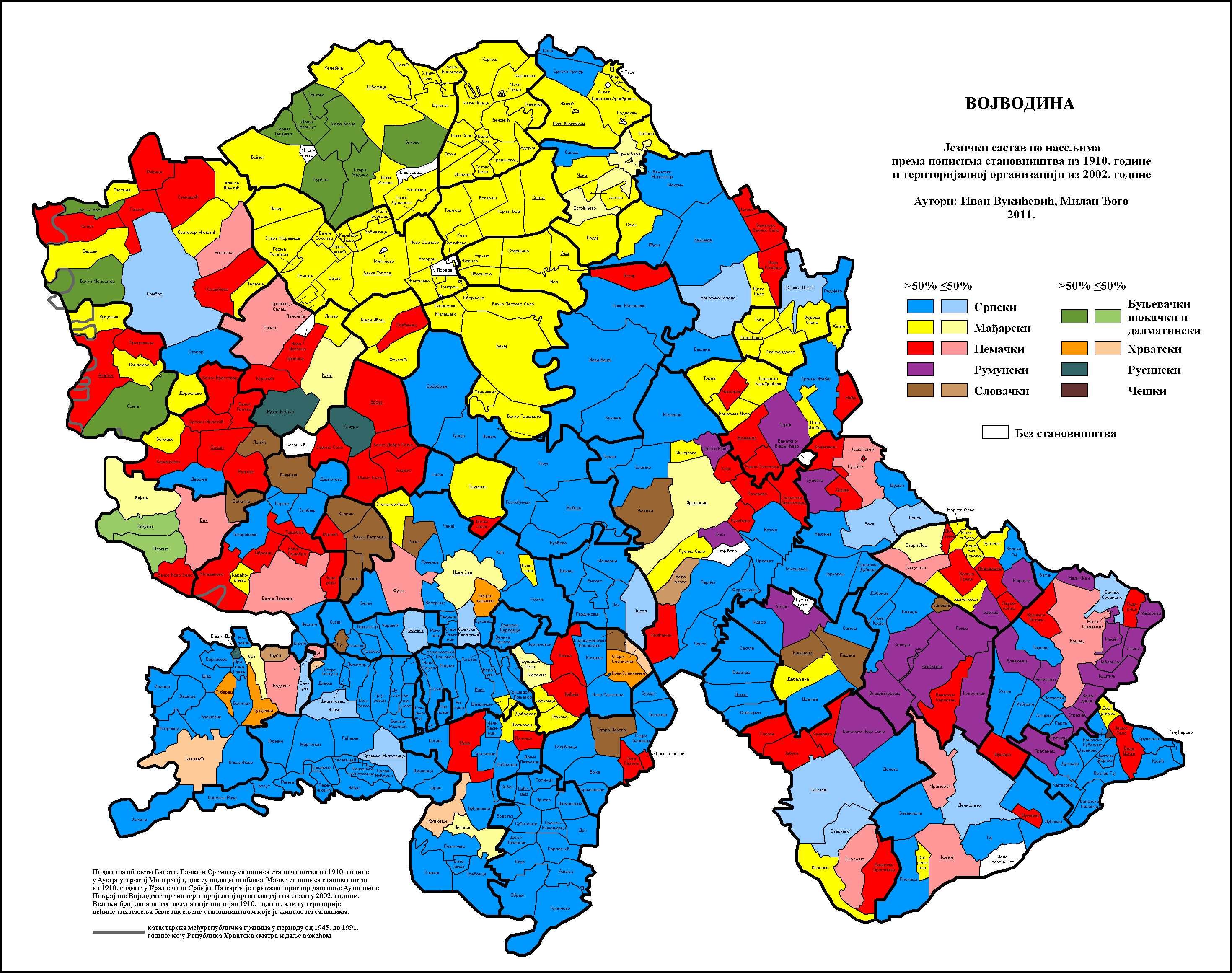
Перепись 1910 года в Воеводине: красный ― немецкое большинство; розовый ― преобладание немцев

Немцы начали селиться на территории современной Сербии в конце XVII века, когда Габсбургская монархия отобрала эту землю у Османской империи. Во время правления Габсбургов немцы были привилегированной народностью, а немецкий язык был языком межнационального общения страны, которым пользовались и представители других национальностей. После австро-венгерского компромисса 1867 года современная северная Сербия была включена в венгерскую часть Двойной монархии, и венгерский язык заменил немецкий в качестве основного языка управления и межэтнического общения.
В 1918 году, после распада Австро-Венгрии, в регионе Банат была провозглашена (главным образом по инициативе местных немцев) недолго существовавшая Банатская республика. Вскоре территория этой республики была поделена между вновь образованным Королевством сербов, хорватов и словенцев и Королевством Румыния. В 1929 году районы современной Сербии со значительным немецким населением (Банат, Бачка, Сирмия ) были включены в состав вновь образованной Дунайской бановины.
В межвоенный период немцы были одним из крупнейших национальных меньшинств на территории современной Сербии, уступая по численности только венграм. По переписи 1931 года немцы составляли наибольшую часть населения в районах («срезах») Бачка-Паланка, Оджаци, Кула, Апатин и Сомбор. Они также составляли большинство в нескольких важных городах, таких как Вршац, Рума, Бачка Паланка, Индия, Врбас, Футог, Апатин, Нова Пазова, Бела Црква, Црвенка, Оджаци, Бачки Ярак, Бач, Банатски Карловац, Пландиште, Житиште, Яша Томич, Сечань и др., а также в ряде других населённых пунктов.
Во время оккупации Югославии странами Оси с 1941 по 1944 год Банат был автономным регионом, управляемым Германией, формально входившим в состав оккупированной Сербии. 7-я добровольческая горнопехотная дивизия СС «Принц Ойген», сформированная в 1941 году из фольксдойче (этнических немцев), добровольцев из Баната, была крупнейшим вооружённым формированием швабов. Она же была печально известна своими массовыми военными преступления против сербского мирного населения. В 1943 году Генрих Гиммлер ввёл обязательную военную службу для этнических немцев в Сербии. Военное поражение Германии во Второй мировой войне привело к бегству или заключению почти всей немецкой общины (которая насчитывала около 350 000 человек) на территории Сербии. По оценкам, около 200 000 немцев были эвакуированы во время отступления немецкой армии с территории Сербии, а около 140 000 оставшихся в стране были отправлены в лагеря для военнопленных, которыми управляли новые власти. После того, как лагеря для военнопленных были распущены (в 1948 году), большая часть оставшегося немецкого населения покинула Сербию по экономическим причинам. 

В 2007 году немецкое меньшинство впервые после Второй мировой войны сформировало национальный совет. В 2000-е годы было установлено несколько памятников довоенному немецкому населению. В 2008 году Ассоциация дунайских швабов обратилась к властям города Сремска-Митровица с просьбой эксгумировать тела немцев, погибших в послевоенном лагере в городе.

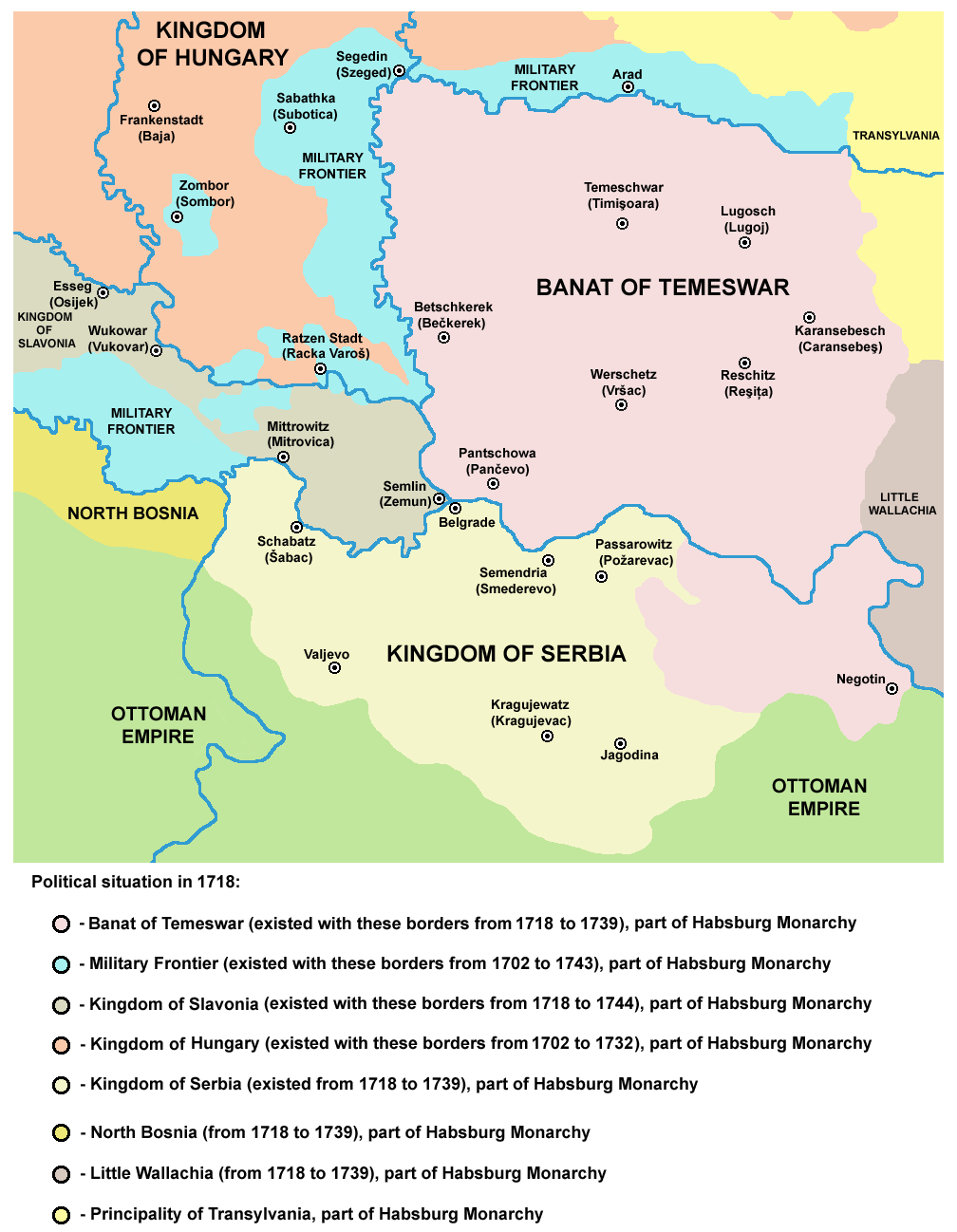
Провинции Габсбургской монархии на территории современной Сербии, 1718―1739 гг.
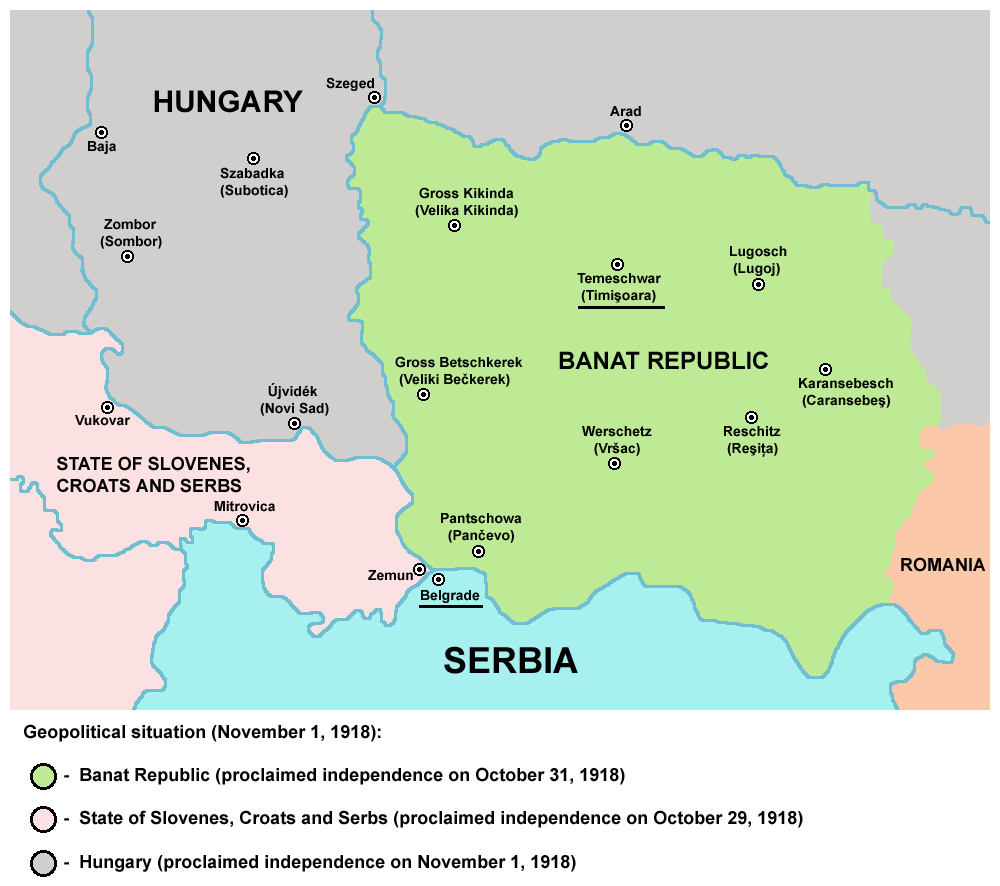
Банатская республика, провозглашенная в 1918 году
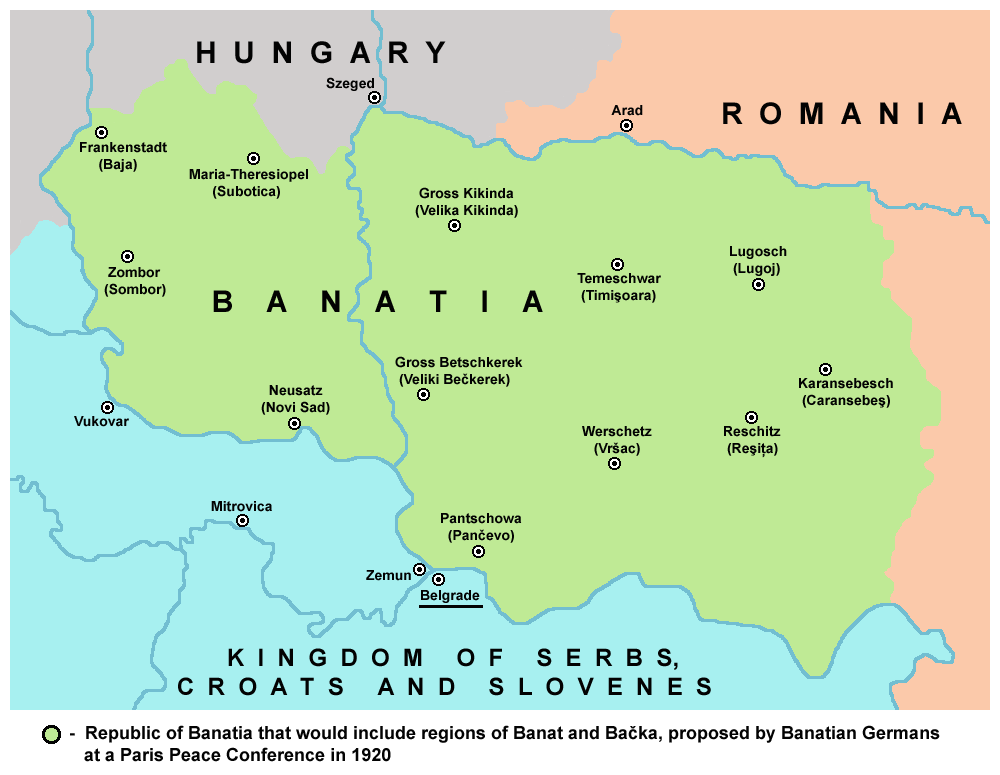
Республика Банатия
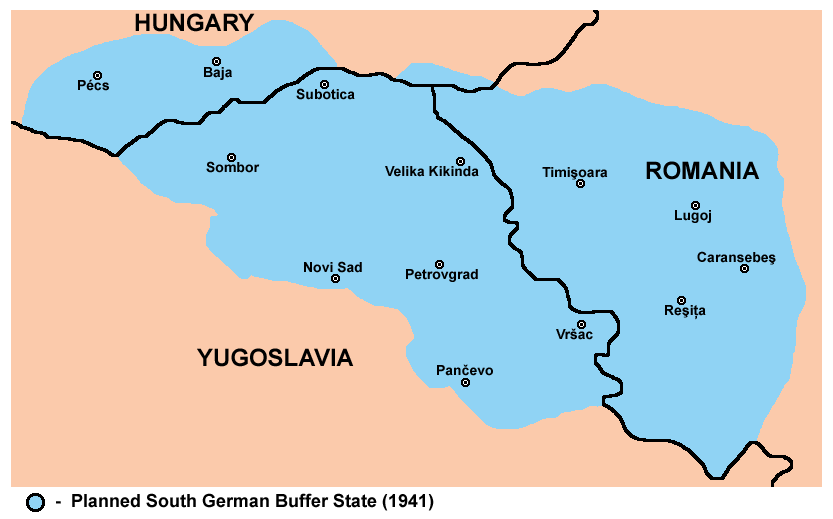
Южногерманское буферное государство, предполагавшееся к учреждению в 1941 году

## Известные люди
- Иван Бек
- Джордже Вайферт